# Шень Ян
Шень Ян (спрощ.: 沈阳; кит. трад.: 沈陽; піньїнь: Shěn Yáng; нар. 23 січня 1989 в Нанкіні, Цзянсу) — китайська шахістка, володарка титулів міжнародного майстра і жіночого гросмейстера. Чемпіонка Китаю 2009 року. У складі збірної Китаю переможниця  командного чемпіонату світу 2019 року.
В китайській шаховій лізі грає за шаховий клуб Цзянсу.
Її рейтинг станом на березень 2020 року — 2401 (60-те місце у світі, 11-те — серед шахісток Китаю).

## Кар'єра
2001 року виграла чемпіонат світу серед дівчат до 12 років, що проходив у Іспанії.
Примітна гра відбулася на командному чемпіонаті світу, який проходів у ізраїльському місті Беер-Шева в жовтні-листопаді 2005 року, де Шень Ян (тодішній рейтинг — 2326) спромоглася перемогти російського гросмейстера Сергія Рублевського (рейтинг — 2652).
У травні-червні 2006 року на 37-й шаховій олімпіаді в Турині входила до складу китайської збірної, яка посіла 3-є місце в жіночій частині турніру. У жовтні 2006 року здобула перемогу на чемпіонаті світу серед юніорок, який проходив у Єревані (Вірменія).
В травні 2007 року в складі національної збірної взяла участь у першому командному чемпіонаті світу серед жінок, який проходив у Єкатеринбурзі (Росія), де її команда здобула золоті нагороди. На командному чемпіонаті Росії грала за жіночу команду Академія Томськ на 2-й шахівниці.
На чемпіонаті світу серед жінок 2008 за олімпійською системою, який проходив у Нальчику в серпні-вересні 2008 року, її вибила в четвертому колі індійська шахістка Гампі Конеру з рахунком 0-2. У вересні того ж року взяла участь у п'ятому матчі Китай-Росія в Нінбо, де показала найвищий результат серед жінок, набравши 4.0/5, а її турнірний перформенс становив 2706.
У червні 2009 року виграла чемпіонат Китаю з шахів серед жінок, який проходив у Сінхуа з результатом 9 очок в 11-ти іграх.
У березні 2014 була другою на чемпіонаті Китаю серед жінок, поступившись Цзюй Веньцзюнь.
Взяла участь у чемпіонаті світу серед жінок 2015 року, де в першому колі перемогла Аліну Кашлінською, але в другому поступилась Олександрі Костенюк. У березні того ж року в складі національної збірної Китаю взяла участь у командному чемпіонаті світу серед жінок у Ченду (Китай). У травні посіла друге місце на чемпіонаті Китаю серед жінок, поступившись Тань Джуньї. У липні 2015 року в жіночій частині 9-го матчу Китай-Росія, який проходив у Нінбо, з результатом 4 очка з 5 можливих стала найкращою в складі своєї команди.
У березні 2019 року у складі збірної Китаю стала переможницею командного чемпіонату світу, що проходив в Астані.

## Зміни рейтингу
| На цьому місці має відображатися графік чи діаграма, однак з технічних причин його відображення наразі вимкнено. Будь ласка, не видаляйте код, який викликає це повідомлення. Розробники вже працюють для того, щоби відновити штатне функціонування цього графіка або діаграми. | |
| | На цьому місці має відображатися графік чи діаграма, однак з технічних причин його відображення наразі вимкнено. Будь ласка, не видаляйте код, який викликає це повідомлення. Розробники вже працюють для того, щоби відновити штатне функціонування цього графіка або діаграми. |